# La conferencia
Konferensen (en español, La conferencia) es una película de slasher sueca de 2023, dirigida por Patrik Eklund, y escrita por Thomas Moldestad. Está basada en la novela homónima de Mats Strandberg.

## Argumento
Un grupo de empleados municipales participan en una conferencia al aire libre con actividades recreativas, cuya finalidad es que todos aprendan a trabajar en equipo debido a las constantes discusiones violentas que suelen tener. El ambiente en el bosque donde se hospedan comienza a tornarse denso cuando empiezan a difundirse rumores sobre un posible tema de corrupción, que involucra a su proyecto principal, la construcción de un supermercado en una zona rural. Aunado a lo anterior, una persona misteriosa molesta con dicha edificación comienza a perseguir y a matar de forma silenciosa a cada uno de los miembros del proyecto. Cuando los trabajadores restantes se percatan de lo que ocurre, buscan intentar defenderse y sobrevivir a la masacre desatada por el mencionado atacante misterioso, que lleva puesta la cabeza de la mascota del supermercado que planean construir.

## Reparto
- Katia Winter como Lina[6]
- Eva Melander como Eva[6]
- Adam Lundgren como Jonas[6]
- Bahar Pars como Nadja[6]
- María Sid como Ingela[6]
- Marie Agerhäll como Cleo[6]
- Christoffer Nordenrot como Kaj[6]
- Amed Bozan como Amir[6]
- Lola Zackow como Jenny[6]
- Claes Hartelius como Torbjörn[6]
- Cecilia Nilsson como Anette[6]
- Jimmy Lindström como Karl[6]
- Martín Lagos como Roger[6]
- Robert Follin como Sotis[6]